# 牟平派
孔子后裔的一个家族分支，为中兴祖后分支，孔子第四十七代嫡长孙孔若蒙袭封为衍圣公，其弟孔若拙无份。
孔若拙进士及第，派官金州，其子孔端孜、孙孔士元后任牟平尹，族人遂家于当地。世代繁衍，并未返归曲阜，为孔子后裔之牟平派。